# Gortyna fiorii
Gortyna fiorii là một loài bướm đêm trong họ Noctuidae.